# SPP1
SPP1 (англ. Secreted phosphoprotein 1) – білок, який кодується однойменним геном, розташованим у людей на короткому плечі 4-ї хромосоми. Довжина поліпептидного ланцюга білка становить 314 амінокислот, а молекулярна маса — 35 423.
| 10         |  | 20         |  | 30         |  | 40         |  | 50         |
| ---------- |  | ---------- |  | ---------- |  | ---------- |  | ---------- |
| MRIAVICFCL |  | LGITCAIPVK |  | QADSGSSEEK |  | QLYNKYPDAV |  | ATWLNPDPSQ |
| KQNLLAPQNA |  | VSSEETNDFK |  | QETLPSKSNE |  | SHDHMDDMDD |  | EDDDDHVDSQ |
| DSIDSNDSDD |  | VDDTDDSHQS |  | DESHHSDESD |  | ELVTDFPTDL |  | PATEVFTPVV |
| PTVDTYDGRG |  | DSVVYGLRSK |  | SKKFRRPDIQ |  | YPDATDEDIT |  | SHMESEELNG |
| AYKAIPVAQD |  | LNAPSDWDSR |  | GKDSYETSQL |  | DDQSAETHSH |  | KQSRLYKRKA |
| NDESNEHSDV |  | IDSQELSKVS |  | REFHSHEFHS |  | HEDMLVVDPK |  | SKEEDKHLKF |
| RISHELDSAS |  | SEVN       |  |            |  |            |  |            |

A: Аланін

C: Цистеїн

D: Аспарагінова кислота

E: Глутамінова кислота

F: Фенілаланін

G: Гліцин

H: Гістидин

I: Ізолейцин

K: Лізин

L: Лейцин

M: Метіонін

N: Аспарагін

P: Пролін

Q: Глутамін

R: Аргінін

S: Серин

T: Треонін

V: Валін

W: Триптофан

Кодований геном білок за функціями належить до цитокінів, фосфопротеїнів. 
Задіяний у таких біологічних процесах як клітинна адгезія, поліморфізм, альтернативний сплайсинг. 
Білок має сайт для зв'язування з сіаловими кислотами. 
Секретований назовні.